# 阿尔茨河畔加兴
阿尔茨河畔加兴（德語：Garching an der Alz，官方拼写为，發音：[ˈɡaʁçɪŋ ʔan deːɐ̯ ˈʔalts]）是德国巴伐利亚州上巴伐利亚行政区旧厄廷县的市镇，面积25.86平方千米，2023年12月31日人口为8,837人。